# Riversdale Cup
De Riversdale Cupis het één-na-oudste golftoernooi voor amateurs in Australië. De eerste editie was in 1896. Het toernooi wordt altijd op de Riversdale Golf Club in Mount Waverley, Victoria gespeeld.

## Winnaars
| Surrey Hills Gentlemen's Championship, Gold Medal - 1896: M L Anderson - 1897: T S Huggins - 1898: Peter O. Anderson - 1899: Peter O. Anderson - 1900: H A Howden - 1901: Mclntyre - 1902: Peter O. Anderson - 1903: Louis Whyte - 1904: H L Hyland - 1905: Michael Scott - 1906: H Morrison - 1907: F G Murdoch - 1908: niet gespeeld Riversdale Trophy - 1909: G C Morrison - 1910: F G Murdoch - 1911: A R Lempriere - 1912: Ivo Whitton - 1913: Ivo Whitton - 1914: F G Murdoch - 1915-18: niet gespeeld wegens WWI - 1919: A W Jackson - 1920: C H Fawcett - 1921: Bruce Pearce - 1922: Bruce Pearce - 1923: E G Schlapp | - 1924: Bruce Pearce - 1925: Ivo Whitton - 1926: Ivo Whitton - 1927: niet gespeeld Riversdale Cup - 1928: F H Lemann - 1929: Alex Russell - 1930: Harry Williams - 1931: Alex Russell - 1932: Harry Williams - 1933: Mick Ryan - 1934: Harry Williams - 1935: Mick Ryan - 1936: W A Edgar - 1937: W A Higgins - 1938: A V Rae - 1939-45: niet gespeeld wegens WWII - 1946: L A Duffy - 1947: W A Higgins - 1948: W A Higgins - 1949: A P Launder - 1950: D P J Doughton - 1951: D Cade - 1952: L A Duffy - 1953: F T Kennett - 1954: D B Kendler - 1955: A V Rae - 1956: P D Crow | - 1957: B West - 1958: Kevin Hartley - 1959: R L Bull - 1960: J R Hood - 1961: Tom Crow - 1962: Tom Crow - 1963: Kevin Hartley - 1964: Kevin Hartley - 1965: Kevin Hartley - 1966: Bill Britten - 1967: Kevin Hartley - 1968: Kevin Hartley - 1969: Bill Britten - 1970: G R Hicks - 1971: Kevin Hartley - 1972: N W Titheridge - 1973: A J Reiter - 1974: Bill Britten - 1975: T G Henley - 1976: Kevin Hartley - 1977: Kevin Hartley - 1978: Kevin Hartley - 1979: E G Routley - 1980: G W Sowden - 1981: Mike Clayton - 1982: T G Henley - 1983: John Lindsay - 1984: C Longley | - 1985: S P Taylor - 1986: M C Sammels - 1987: S P Taylor - 1988: David Ecob - 1989: Paul Moloney - 1990: Robert Allenby - 1991: Robert Allenby - 1992: Lester Peterson - 1993: J Dawes - 1994: Lester Peterson - 1995: Lee Eagleton - 1996: Jarrod Moseley - 1997: James McLean - 1998: Brendan Jones - 1999: Aaron Baddeley - 2000: Andrew Webster - 2001: Shannon Jones - 2002: Richard Moir - 2003: Kurt Barnes - 2004: Michael Sim - 2005: Mathew Holten - 2006: Steve Dartnall - 2007: Tim Stewart - 2008: Scott Arnold - 2009: Jordan Sherratt - 2010: Jin Jeong - 2011: Nathan Holman |